# Renault Rafale
La Renault Rafale è un'autovettura di tipo crossover SUV di fascia alta prodotta dalla casa automobilistica francese Renault a partire dal 2023.

## Nome
Il nome Rafale viene ripreso dal nome del monoplano C.460 Rafale del 1934 e dall'aereo da caccia Dassault Rafale.

## Contesto

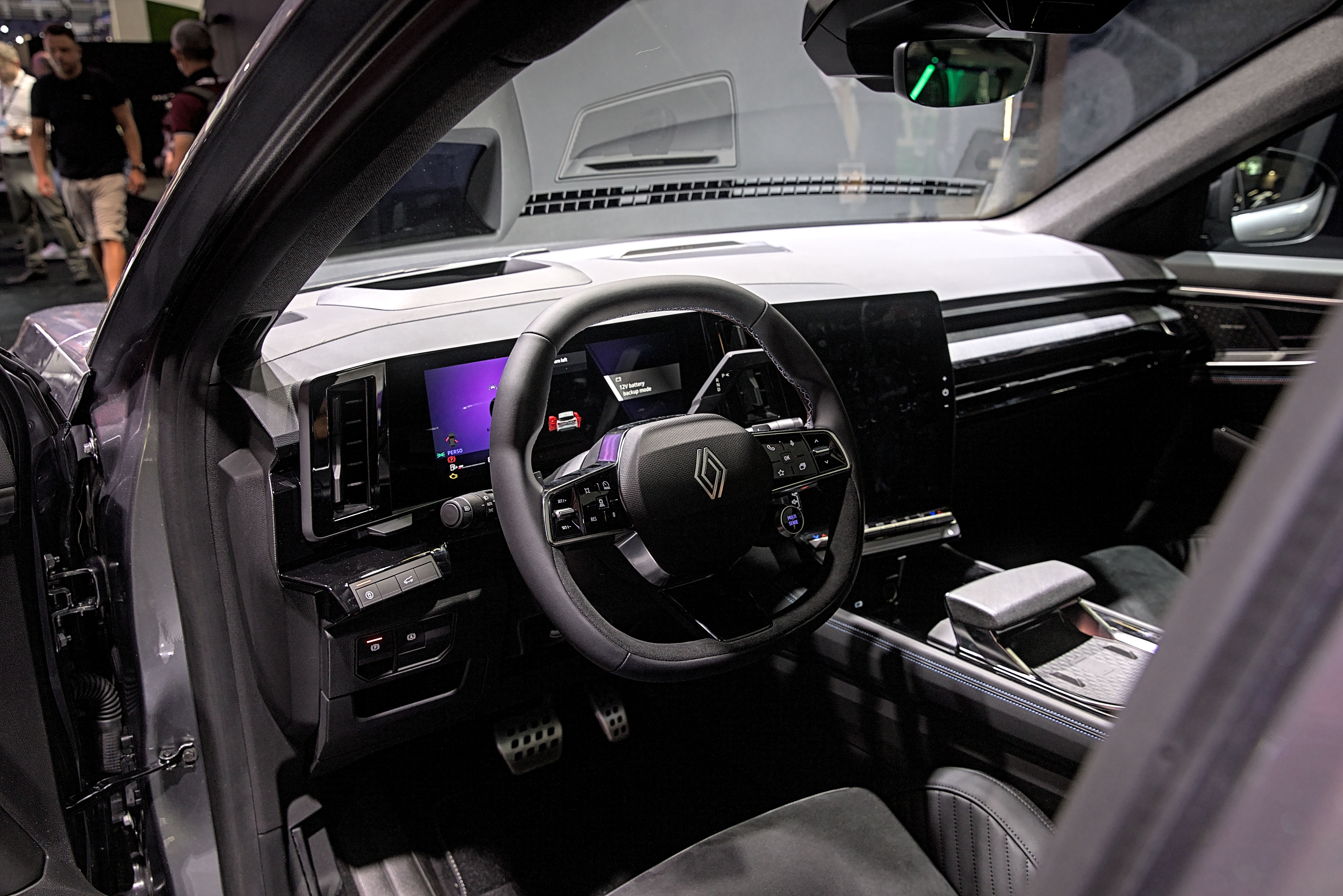
Interni

La vettura, che viene costruita sulla piattaforma modulare CMF-CD (Common Module Family) sviluppata da Renault-Nissan e condivisa con la Espace V e Austral, è stata presentata in un evento stampa a giugno 2023. Nota inizialmente con il nome codice "DHN", il veicolo è il secondo SUV-coupé prodotto dal marchio dopo la più compatta Renault Arkana. Nella gamma Renault, il veicolo si posiziona sopra l'Arkana e sotto l'Espace VI.
L'auto è dotata di un inedito sistema di propulsione ibrido plug-in da 300 CV (220 kW) e 450 Nm, dotato di un sistema con trazione integrale ottenuto installando un secondo motore elettrico nella parte posteriore, avendone così uno per ciascun asse.
È disponibile anche in versione ibrida classica oltre alla ricaricabile PHEV; il modello ibrido classico è dotato anch'esso di due motori elettrici, che però azionano entrambi solo le ruote anteriori. I due motori, di cui uno produce 51 kW (69 CV) e l'altro 25 kW (34 CV), erogano insieme con il motore termico una potenza combinata di 149 kW (200 CV).

## Motorizzazioni
| Modello                 | Disponibilità | Motore                           | Cilindrata (cm³) | Potenza                                                             | Coppia massima (Nm) | Emissioni CO2 (g/km) | 0-100 km/h (secondi) | Velocità max (km/h) | Consumo medio (km/l) |
| 1.2 E-Tech full hybrid  | dal 2023      | Ibrido autoricaricabile, benzina | 1199             | 96 kW (131 CV) + 50 kW (70 CV) = 147 kW (200 CV)                    | 205                 | 105                  | 8,9                  | 174                 | 21,3                 |
| 1.2 E-Tech hyper hybrid | dal 2024      | Ibrido ricaricabile, benzina     | 1199             | 110 kW (150 CV) + 50 kW (70 CV) + 100 kW (136 CV) = 221 kW (300 CV) | 450                 | 12                   | 6,4                  | 180                 | 167,3 / 18,0         |